# Pavel Švanda (křesťanský aktivista)
Pavel Švanda (6. června 1959 Opava – 3. října? 1981) byl vysokoškolský student a křesťanský aktivista, jehož tělo bylo v říjnu 1981 nalezeno v propasti Macocha. Podle přesvědčení nejbližších byl Švanda zavražděn Státní bezpečností nebo dohnán k sebevraždě Státní bezpečností.
Pavel Švanda se narodil v rodině Karla († 1974) a Ludmily Švandových, jeho sestra se jmenovala Helena  a jeho prastrýc byl kardinál Tomáš Špidlík, profesor Gregoriánské univerzity v Římě, později jmenovaný kardinálem. Švanda byl řadovým členem SSM na střední škole, po maturitě na SPŠ stavební v Opavě roku 1978 studoval Fakultu architektury Vysokého učení technického v Brně. Od podzimu 1980 se zapojil do křesťanského hnutí kolem Charty 77 v Brně skrze terciáře dominikánů Josefa Adámka a měl kontakty na pražský disent skrze Zdeňka Pince. V červnu 1981 se odmítl účastnit voleb, které byly obvyklou fraškou legitimizace moci. Přesto dostal výjezdní doložku na prázdninovou cestu do Itálie, kde 22. srpna 1981 Špidlíka naposledy viděl při své návštěvě Říma. V té době byl nadšený a plný plánů do budoucna, byl zasnouben s medičkou Annou Hornáčkovou.
Po návratu se zapsal do nového ročníku. Naposledy byl viděn v pátek 2. října 1981, krátce po svém návratu z Říma, kde se setkal se svým prastrýcem, kardinálem Tomášem Špidlíkem. V sobotu 10. října bylo jeho tělo nalezeno na dně propasti Macocha. Míra poškození těla podle oponentů oficiální vyšetřovací verze neodpovídala následkům pádu a nasvědčovala předchozímu násilí; podle pitevního protokolu měl Švanda na rukou řezné rány typické pro sebevrahy.[zdroj?] Jeho smrt je dávána[kým?] do souvislosti se smrtí Přemysla Coufala, který zajišťoval kontakt skryté církve s Vatikánem, byl terčem nátlaku Státní bezpečnosti a byl nalezen se stopami násilí ve svém zdemolovaném bratislavském bytě v únoru 1981 mrtev.
Rádio Svobodná Evropa obdrželo nejprve nepřesnou zprávu a chybně oznámilo smrt brněnského spisovatele Pavla Švandy, signatáře Charty 77. Později tuto zprávu dementovalo.
Dne 2. prosince 1981 vyšetřovatel Veřejné bezpečnosti Miloš Marek vyšetřování zastavil se závěrem, že Pavel Švanda byl smrtelně zraněn až při pádu a spáchal sebevraždu. Další vyšetřování vedl od 3. dubna 1990 do 30. června 1994 Krajský úřad vyšetřování Policie ČR v Brně. Na základě výslechu svědků bylo konstatováno, že Pavel Švanda mohl být v kontaktu s pracovníky StB, ale to se nepodařilo prokázat. Vyšetřování bylo odloženo s tím, že není možné jednoznačně konstatovat, že spáchal sebevraždu, současně nebyly zjištěny důkazy umožňující zahájit trestní stíhání. O jeho pozůstalost pečuje jeho bývalý spolužák z vysoké školy Ivo Ondračka.
Jeho případ byl námětem několika dílů české dokumentární série Přísně tajné vraždy.
Starokatolická církev v České republice si ho připomíná jako mučedníka.